# Juillet 1989

## Événements
- Cameroun : la police arrête quarante-six membres du Groupe des Moudjahidins qui sont inculpés pour agitation politique.
- Égypte : au Caire, le docteur Mohamed Hussein al Dhahabi, ancien ministre des Cultes, est enlevé par l'organisation islamiste Takfir wal Hijra qui exige la libération d'activistes islamiques et la promesse de suivre désormais l'islam. Les autorités refusent de négocier, l'otage est égorgé.
- Serbie : Slobodan Milosevic est élu président de la Serbie. L’anniversaire de la bataille du Champ des Merles (1389) lui donne l’occasion de développer un discours très nationaliste.
- Trinidad : fin juillet à Port-d'Espagne, près de deux cent cinquante terroristes du mouvement islamique Jama'at al Muslimin s'emparent du siège du Parlement, des bureaux la télévision, en prenant en otages des membres du gouvernement, dont le Premier ministre Arthur N. R. Robinson. Six jours plus tard, début août, les insurgés se rendent.

### Samedi1erjuillet1989
- Grèce : la « Nouvelle Démocratie » de Constantin Mitsotakis (centre-droit) et le parti communiste passent un accord de gouvernement pour une durée de trois mois.
- Liban : les bombardements de l'artillerie syrienne sont en recrudescence importante contre le réduit chrétien, alors que les combats reprennent entre la milice Amal (chiites) et le Hezbollah pour le contrôle du secteur musulman.
- Soudan : à la suite du coup d’État du 30 juin, le général Omar el-Béchir suspend la Constitution et décrète l'état d'urgence.
- Géorgie - Arménie (ex-Union soviétique) : nouveaux affrontements entre les Géorgiens et les Arméniens. Le président de l'URSS, Mikhaïl Gorbatchev, met en garde contre le « désastre » des « querelles ethniques » qui sont une menacent contre la « perestroïka » et l'« intégrité de l'État » soviétique.

### Dimanche2 juillet 1989
- Allemagne de l'Ouest : un attentat à la voiture piégée commis par l'IRA-Provisoire, tue un soldat britannique et blesse grièvement son épouse et ses quatre enfants.
- France : mort de Jean Leguay (79 ans). Sous le régime de Vichy, il fut l'ancien délégué en zone occupé du Secrétariat général de la police et inculpé en 1979 de crimes contre l'humanité pour son rôle dans l'organisation de la rafle du Vel'd'Hiv.
- Union soviétique : décès d'Andreï Gromyko (79 ans), homme d'État soviétique.
- Vatican : le cardinal Paul Augustin Mayer, donne sa bénédiction abbatiale au monastère traditionaliste du Barroux, confirmant le décret d'érection en abbatiale, dont son prieur, Gérard Calvet devient l'abbé — voir abbaye Sainte-Madeleine du Barroux (France).

### Lundi3 juillet 1989
- États-Unis : la Cour suprême, revenant sur sa décision de 1973, d'accorder le « droit à l'avortement » sur tout le territoire fédéral, décide qu'il relèvera désormais de la compétence de chaque État. Cette décision va entraîner de nombreuses manifestations des partisans comme des adversaires de l'avortement.
- France : 
  - L'Assemblée nationale vote une vaste loi d'amnistie, concernant les terroristes indépendantistes de la Martinique, de la Guadeloupe, de la Corse, et englobant les actions des dix militants de la CGT licenciés de la régie Renault.
  - Les chaînes publiques généralistes Antenne 2 et France 3 sont regroupées sous une présidence commune.

### Mardi4 juillet 1989
- Belgique : près de Courtrai, un Mig-23 soviétique s'écrase sur une maison, tuant une personne. Le pilote s'était éjecté plus d'une heure auparavant, alors qu'il était au-dessus de la Pologne. Le lendemain la presse parlera de 'cafouillage' au niveau de l'OTAN, mais il n'en fut rien. Les militaires (OTAN/armée française]) feront semblant d'intervenir mais ne feront -sur ordre- absolument rien. En effet l'avion allait s'écraser au sol, sans exploser ou flamber, et il devenait donc facile (et si précieux, militairement parlant) de récupérer les pièces et surtout l'électronique de l'engin.
- États-Unis : dans son discours, le président américain George H. W. Bush déclare : « Je n'ai pas encore passé l'épreuve du feu, mais elle deviendra inévitable. ».
- France : le président soviétique Mikhaïl Gorbatchev est en visite officielle de trois jours.
- Liban : la France et l'URSS lance un appel conjoint pour un cessez-le-feu immédiat mais sans désigner, ni l'agression, ni l'ingérence des troupes syriennes.
- Corée du Sud : naissance du chanteur du groupe B2st (Beast) Yoon Doo Joon.

### Mercredi5 juillet 1989
- Afrique du Sud : rencontre au Cap entre le président Pieter Botha et Nelson Mandela, le chef de l'ANC en résidence surveillée depuis le 7 décembre 1988.
- Israël : le Premier ministre Yitzhak Shamir, sous la pression de l'aile dure du Likoud, apporte des restrictions à son « plan de paix » avec les Palestiniens.
- Turquie : à la suite de l'ouverture de la frontière bulgare, depuis le 1er juin dernier, le Premier ministre turc Turgut Özal déclare que son pays s'apprête à accueillir 400 000 réfugiés.

### Jeudi6 juillet 1989
- Éthiopie : à Addis-Abeba, contacts entre la junte communiste et l’APLS, préparant des entretiens sur la « mise en application » de l’accord d’Addis Abeba de 1972 et la formation d’un Conseil exécutif chargé de l’administration des régions du Sud.

- France : sans attendre la décision du Conseil constitutionnel, relative aux dix militants cégétistes de Renault, deux cents militants de la CGT, forcent le barrage de police bloquant la rue de Bièvre — où se trouve le domicile privé du président François Mitterrand — et manifestent sous les fenêtres de son immeuble, alors qu'il recevait chez lui le président soviétique Mikhaïl Gorbatchev. Louis Viannet, responsable de la CGT, déclare : « Il est symbolique qu'en cette année du Bicentenaire, l'amnistie s'applique plus facilement aux condamnés de droit commun qu'aux salariés qui luttent pour la défense de la justice sociale. » Le 12 juillet, cédant aux menaces de déstabilisation du défilé de Jean-Paul Goude et du sommet des Sept, le gouvernement nomme un médiateur, Jean Lavergne.

- Hongrie : 
  - Décès de Janos Kadar (77 ans), homme d'État hongrois et dictateur communiste qui a dirigé le pays de 1956 à 1988.
  - La cour suprême réhabilite Imre Nagy premier ministre lors de l'insurrection d'octobre 1956, condamné et pendu sur l'ordre de Janos Kadar.

- Israël : dans les environs de Jérusalem, quatorze passagers d'un bus sont tués dans une attaque commise par un commando de la Légion du Jihad Islamique.

- Soudan : à la suite du coup d’État du 30 juin, l'ancien premier ministre Sadek el-Mahdi est arrêté.

- Union européenne : discours de Mikhail Gorbatchev, à Strasbourg, sur la « maison commune européenne »[1].

### Vendredi7 juillet 1989
- Cuba : le général Arnaldo Ochoa, l'ancien chef du corps expéditionnaire cubain en Angola, et trois autres officiers sont condamnés à mort pour « trafic de cocaïne et haute trahison ». Ils seront fusillés le 13 juillet.
- Roumanie : à Bucarest, sommet sur deux jours du Pacte de Varsovie.
- Espace : annonce de la découverte de Protée

### Samedi8 juillet 1989
- Argentine : le président Raul Alfonsin passe officiellement le pouvoir au nouveau président, Carlos Menem, un mois plus tôt que prévu.
- France : 
  - À Paris, sommet des sept pays les plus industrialisés. Des manifestations sont organisées. Concert du chanteur Renaud sur la place de la bastille.
  - Le Conseil constitutionnel, saisi par le groupe RPR, rejette le bénéfice de l'amnistie, votée le 3 juillet, aux dix militants CGT licenciés de Renault.

### Dimanche9 juillet 1989
- Pologne : voyage triomphal du président américain George Bush, jusqu'au 11 juillet.
- Somalie : Salvatore Colombo, évêque de Mogadiscio, est assassiné par des islamistes.
- Soudan : à la suite du coup d'État du général Omar Hassan Ahmad al-Bashir, formation d’un gouvernement de tendance islamiste qui écarte toute perspective de compromis d’entente nationale avec la rébellion sudiste.
- Formule 1 : Grand Prix automobile de France.

### Lundi10 juillet 1989
- Arabie saoudite : à La Mecque, en pleine période de pèlerinage, un triple attentat tue un pèlerin et en blesse un grand nombre d'autres. Cette attaque est revendiquée depuis Beyrouth par une l'organisation Génération de la Colère Arabe lié au Hezbollah chiite. L'enquête aboutit durant le mois d'août à l'arrestation de seize chiites de nationalité koweïtienne. Reconnus coupables en septembre, ils seront condamnés à mort et décapités sur le lieu même de leur crime à La Mecque. Lors d'une conférence de presse donnée à Beyrouth des membres saoudiens et koweïtiens du Hezbollah affirment que leur vengeance suivra et qu'elle "sera terrible".
- Argentine : le nouveau président, Carlos Menem met immédiatement en œuvre son plan d'austérité drastique.
- France : loi d'orientation sur l'éducation, prévoyant d'amener 80 % d'une classe d'âge au niveau du baccalauréat, et instituant les Instituts universitaires de formation des maîtres (IUFM).
- Grande-Bretagne : à Bradford, émeutes de musulmans indiens et pakistanais.
- Russie (ex-Union soviétique) : début d'une série de dures grèves des mineurs de la Sibérie occidentale, rejoints par les mineurs de l'Ukraine. Elles vont se dérouler jusqu'au 25 juillet.

### Mardi11 juillet 1989
- Grande-Bretagne : mort de l'acteur sir Laurence Olivier (82 ans).
- Hongrie : visite officielle du président américain George H. W. Bush, jusqu'au 13 juillet. C'est la première visite officielle d'un président des États-Unis dans ce pays. Le 12 juillet, trente centimètres de vieux fil de fer barbelé, fixés sur une plaque et provenant du rideau de fer que les Hongrois ont commencé à démanteler, ont été offerts au président américain, avec l'inscription suivante, hautement politique : « Ce barbelé représentait de manière tangible la division du continent européen en deux moitiés. Son démantèlement a été rendu possible par la volonté du peuple hongrois, en reconnaissance de la coexistence pacifique et de l'interdépendance mutuelle. », ce qui signifie que la fin du rideau de fer est de la volonté de la nation hongroise et d'elle seule, et que cette même nation veut désormais tenir sa place dans une Europe unie.

### Mercredi12 juillet 1989
- France :  à la suite de la loi d'amnistie votée le 3 juillet, Luc Reinette, le chef de l'organisation terroriste, Alliance révolutionnaire caraïbe et quatre autres militants, sont libérés.
- Kourou (Guyane) : lancement d'Olympus-1, le plus gros satellite de télécommunication civil à l'époque

### Jeudi13 juillet 1989
- Autriche : à Vienne, Abdul Rahman Ghassemlou, dirigeant kurde iranien, est assassiné par les services secrets iraniens.
- France : 
  - Visite officielle du président américain George H. W. Bush, jusqu'au 17 juillet.
  - Inauguration du nouvel opéra de la Bastille.
- Sri Lanka : Appapillai Amirthalingam, chef des TULF est assassiné.

### Vendredi14 juillet 1989
- France : 
  - Énorme succès des manifestations du bicentenaire de la Révolution française, malgré de nombreux commentaires négatifs. Le matin, défilé militaire traditionnel ; le soir, défilé organisé par le publicitaire Jean-Paul Goude sur le thème des « tribus planétaires ».
    - Le philosophe Alain Finkielkraut, dans une tribune publiée dans le journal Le Monde, déplore que la célébration des droits de l'homme aboutisse à gommer la souveraineté nationale qui était l'idée maîtresse de la Révolution française : « Le 14 juillet multi-tribal de Jean-Paul Goude nie l'importance de la mémoire culturelle comme facteur d'identité nationale (...) La Nation disparaît, au profit des tribus, et la littérature au profit de la musique planétaire (...) Il ne faut pas croire, malgré la démagogie antiraciste dont cette mutation s'enrobe, que la France deviendra plus ouverte à mesure qu'elle deviendra moins nationale, et qu'elle cédera la place à la juxtaposition de ghettos, qui auront pour seuls éléments fédérateurs le son électronique et la télévision. »
    - L'écrivain polémiste de gauche, Régis Debray, dans une tribune publiée dans le journal Le Monde écrit : « L'humiliation de l'État-nation par les tribus élève les féodalités et la canailles (..) Avec le slogan inepte des « États-Unis d'Europe », on nous annonce une petite Amérique, mais on nous prépare un grand Liban (...) Si la République une et indivisible n'est plus assez forte pour faire que la loi et l'école soient les mêmes pour tous (...)  ce sera la guerre de tous contre tous (...) Les Saint-Barthélemy sont le fait de pouvoirs centraux dévalués et domestiqués. »

  - À la suite d'une rixe générale, durant le bal entre jeunes d'origine maghrébine et d'autres jeunes d'origine italienne, à Cluses en Haute-Savoie, un jeune d'origine tunisienne est tué d'un coup de couteau. Ce meurtre est suivi d'une nuit d'émeutes, lors de laquelle des centaines de personnes d'origine maghrébine, déferlent dans les rues, assiègent le commissariat de police, réclamant la tête du coupable, lapident la mairie, et cassent dans la ville des voitures et les vitrines des magasins et de la Poste. Une centaine de gendarmes sont envoyés en urgence pour rétablir l'ordre républicain.
  - Le président François Mitterrand parle d'une possible réforme constitutionnelle qui permettrait la saisine du Conseil constitutionnel par les simples citoyens.
  - Inauguration de la salle de cinéma sphérique « Dôme Imax » à La Défense.
- Espagne : le gouvernement reconnaît officiellement l'islam comme une religion « notoirement implantée » et qui pourrait être subventionnée par l'État.
- Pologne : une dizaine de juifs américains, emmenés par le rabbin new-yorkais Abraham Weiss investissent la clôture du carmel d'Auschwitz situé en bordure de l'ancien camp de concentration. Ils en sont chassés, manu militari, par des ouvriers polonais, travaillant sur place, bientôt aidés par les habitants du village.
- Somalie : à Mogadiscio, première grande émeute après l'arrestation de six imams. Bataille sanglante causant la mort de vingt-quatre personnes (selon la police) à deux mille (selon le MNS).

### Samedi15 juillet 1989
- France : à la suite de l'assassinat d'un des leurs par un déséquilibré d'origine maghrébine, un groupe de Harkis prennent en otage le maire de Saint-Laurent-des-Arbres, petite commune du Gard.

### Dimanche16 juillet 1989
- Allemagne : décès d'Herbert von Karajan, chef d'orchestre.
- Formule 1 : Grand Prix de Grande-Bretagne.

### Lundi17 juillet 1989
- Pays-Bas : visite officielle du président américain George H. W. Bush, jusqu'au 18 juillet.
- le vol inaugurale d’un B2-spirit

### Mercredi19 juillet 1989
- France : sous la pression du ministre de la Justice, Pierre Arpaillange et d'une violente campagne de presse, menée par les journaux Le Monde et Libération, le juge Bruguière demande au procureur de Paris, Pierre Bézard, de lever l'interdiction de communiquer qu'il avait ordonné à l'encontre des terroristes emprisonnés du mouvement Action directe et qui avaient entamé une grève de la faim, depuis le 20 avril. Après la confirmation du gouvernement, le 21 juillet, ils mettront fin à leur grève de la faim le lendemain, 22 juillet.
- Grèce : le Parlement constitue une commission d'enquête chargée de déterminer le rôle et l'implication de l'ancien premier ministre socialiste, Andreas Papandreou dans l'affaire Georges Koskotas.
- États-Unis : à Sioux City, une terrible explosion déchiquette un DC-10 à 11 000 pieds d’altitude. Le vol United Airlines 232 lance un mayday : le pilote ne peut plus diriger l’avion. Les commandes hydrauliques sont bloquées.

### Vendredi21 juillet 1989
- Birmanie: Arrestation de Aung San Suu Kyi par la junte militaire.

### Samedi22 juillet 1989
- Hongrie : élection législative partielle mais la première réellement libre depuis 1947. Le candidat de l'opposition, Gabor Roszik, un pasteur de 35 ans, est élu.
- Pologne : le président du Congrès juif européen, Théo Klein, demande le gel des relations judéo-chrétiennes jusqu'à ce que les religieuses du carmel d'Auschwitz aient abandonné les locaux qu'elles occupent en bordure de l'ancien camp de concentration.

### Dimanche23 juillet 1989
- France : l'Américain Greg LeMond est le vainqueur du Tour de France cycliste.
- Italie : Giulio Andreotti (77 ans), est chargé de former le septième gouvernement de sa carrière.
- Japon : élections sénatoriales partielles portant sur 126 sièges sur les 252. Défaite du PLD au pouvoir depuis 1955 et qui perd la moitié de ses sièges au profit du Parti socialiste dirigé par Takako Doi.
- Liban : Walid Joumblatt, le chef des Druzes déclare qu'il est prêt à proclamer « l'union complète et totale » avec la Syrie.
- Mexique : le gouvernement trouve un accord avec les banques créancières qui aboutit à une réduction de la dette du pays de 35 %.
- Pologne : les juifs belges et français, au nom desquels s'expriment Elie Wiesel et Simone Veil demandent la fermeture du carmel d'Auschwitz situé en bordure de l'ancien camp de concentration. Dans plusieurs pays, les Juifs manifestent avec comme mots d'ordre : « Carmélites, quittez Auschwitz » et « Ne christianisez pas la Shoah. »
- Angleterre : naissance de l'acteur Daniel Radcliffe. Il sera connu plus tard pour avoir joué dans la série Harry Potter

### Lundi24 juillet 1989
- Afrique : à Addis-Abeba, 25e sommet de l'OUA. Le président égyptien, Hosni Moubarak est élu par acclamations à la présidence de l'organisation.
- Grande-Bretagne : important remaniement ministériel portant sur douze ministres sur les vingt et un du gouvernement. John Major remplace au Foreign Office Geoffrey Howe qui devient lord-président du Conseil.

### Mardi25 juillet 1989
- Algérie : le ministre français des Finances, Pierre Bérégovoy, est en visite officielle à Alger, jusqu'au 28 juillet. Il annonce une augmentation de 1 milliard de FRF de la ligne de crédits commerciaux accordées en janvier 1989 pour un montant initial de 3 milliards.
- Pologne : le président de Solidarnosc, Lech Wałęsa rejette la proposition du général Wojciech Jaruzelski de participer à un gouvernement de coalition avec le POUP.
- Union européenne : Enrique Baron Crespo, socialiste et président du Mouvement européen depuis 1988, est élu président du Parlement européen, en remplacement d'Henry Plumb, par une alliance structurelle entre les démocrates-chrétiens, les socialistes et les communistes, soit 301 voix.

### Jeudi27 juillet 1989
- Pays baltes (ex-Union soviétique) : le gouvernement soviétique accorde à compter du 1er janvier 1990 l'« autonomie comptable » à l'Estonie, à la Lituanie et à la Lettonie. De fait, il s'agit du premier pas vers l'autonomie économique. Les Russes d'Estonie organisent une grève de protestation.
- Suède : Christer Pettersson, l'assassin de l'ancien premier ministre Olof Palme est condamné à la prison à perpétuité, cependant deux des juges contestent le verdict.

### Vendredi28 juillet 1989
- France : le Conseil constitutionnel annule l'article 10, relatif aux conditions du recours, de la nouvelle loi Joxe sur l'immigration.
- Iran : Hachemi Rafsandjani est élu à la présidence de la république iranienne, et un référendum constitutionnel lui donne les pleins pouvoirs.
- Liban : durant la nuit du 27 au 28, un commando israélien enlève au sud de Tyr, le cheikh Abdel Karim Obeid, considéré comme le chef spirituel, et militaire du Hezbollah pro-iranien. Ce chef musulman connaît la plupart des secrets des opérations de prises d'otages occidentaux depuis 1982 et ses groupes détiennent encore quinze otages. En représailles, le Hezbollah menace de pendre le colonel américain, William Higgins, détenu depuis février 1988.
- Union soviétique : les députés réformateurs du Soviet suprême, dirigés par Boris Eltsine et Andreï Sakharov forment un groupe parlementaire.

### Samedi29 juillet 1989
- Pologne : le général Jaruzelski démissionne du poste de secrétaire général du POUP (parti communiste). Il est remplacé le premier ministre démissionnaire, Mieczyslaw Rakowski.
- Royaume-Uni : le 74e congrès mondial d’espéranto s’ouvre à Brighton jusqu’au 5 aout. Il a pour thème « Langue et égalité dans la communication internationale ».

### Dimanche30 juillet 1989
- Cambodge : à Paris, ouverture de la conférence internationale sur le Cambodge.
- Chili : le référendum sur les réformes constitutionnelles est accepté avec 85 % de « oui ».
- Union soviétique : Andreï Sakharov déclare dans une interview à l'hebdomadaire Ogoniok se déclare partisan d'une confédération.
- Formule 1 : Grand Prix automobile d'Allemagne.

### Lundi31 juillet 1989
- Cuba : le général José Abrantès, ancien ministre de l'Intérieur, destitué le 29 juillet, est arrêté avec quatre hauts responsables de son cabinet, et cinq autres hauts fonctionnaires de son ministère sont mis à la retraite d'office.
- Hongrie : 
  - Le PSOH ne recrute plus et plus de cent mille adhérents n'ont pas renouvelés leur carte (sur 800 000).
  - Le pays est encore occupé par cinquante-cinq mille soldats soviétiques.
  - Le pays n'a plus de chef d'État, mais est représenté par un praesidium de quatre membres : Imre Pozsgay (ministre d'État), Rezsö Nyers (économiste libéral), Károly Grósz (premier secrétaire du PSOH) et Miklos Nemeth (premier ministre).
  - La nouvelle constitution a été élaborée sur le modèle de la Ve République française.
- Liban : 
  - Le comité tripartite arabe (Algérie, Maroc, Arabie saoudite) réclame le départ, par étapes, des troupes syriennes d'occupation. Le président syrien réplique en ordonnant un pilonnage des zones chrétiennes et leur blocus.
  - Le Hezbollah diffuse un film-vidéo de la pendaison du colonel américain Higgins, commandant en chef de l'ONUST enlevé le 17 février 1988. D'après des sources américaines le colonel aurait été torturé, puis exécuté dès le mois de décembre 1988.

## Naissances
- 1er juillet : Mitch Hewer, acteur anglais.
- 1er juillet : Daniel Ricciardo, pilote de formule 1 australien.
- 2 juillet : Dides Frederic, Photographe émérite, père de Watteau Dides Gabin.
- 5 juillet : 
  - Dejan Lovren, footballeur croate.
  - Alexey Tsatevitch, coureur cycliste russe († 8 avril 2024).
- 6 juillet : Elias Harris, basketteur allemand.
- 8 juillet : Stevan Jelovac, joueur de basket-ball serbe († 5 décembre 2021).
- 11 juillet : David Henrie, acteur américain.
- 15 juillet : Tristan Wilds, acteur américain, surtout connu pour son rôle de Dixon Wilson dans 90210 Beverly Hills : Nouvelle Génération.
- 22 juillet : 
  - Keegan Allen, acteur américain.
  - Israel Adesanya, pratiquant d'arts martiaux mixtes nigérian.
- 23 juillet : Daniel Radcliffe, acteur britannique.
- 28 juillet : Leila Ismailava, présentatrice biélorusse, mannequin.
- 29 juillet : Jay Rodriguez, footballeur anglais.
- 30 juillet : Johannes Halbig, chanteur, guitariste du groupe Killerpilze.

## Décès
- 2 juillet : Andreï Gromyko, homme d'État soviétique (° 1909).
- 3 juillet : Jim Backus, acteur et scénariste américain (° 25 février 1913).
- 6 juillet :
  - Jean Bouise, comédien français.
  - Janos Kadar, homme d'État hongrois (° 1912).
- 11 juillet : Sir Laurence Olivier, acteur anglais (° 1907).
- 16 juillet : Herbert von Karajan, chef d'orchestre allemand (° 1908).
- 18 juillet : Clemens Pausinger, magistrat et résistant allemand (° 5 juillet 1908).
- 20 juillet : Mercy Hunter, artiste, calligraphe et enseignante nord-irlandaise (° 22 janvier 1910).
- 21 juillet : Jean Urvoy, peintre, écrivain et graveur français (° 5 novembre 1898).